# Wegen in Ecuador

Het nationale wegennet van Ecuador

Het wegennet van Ecuador bestaat uit een netwerk van ongeveer 43.000 kilometer weg, waarvan 6500 kilometer is verhard.

## Wegnummering
Er zijn in Ecuador drie wegnummeringsklassen. Deze zijn onderverdeeld per wegbeheerder:
- Nationale wegen
- Provinciale wegen
- Kantonnale wegen

Elke wegbeheerder heeft zijn eigen systeem. Een wegnummer van een provinciale weg kan dus in meerdere provincies voor andere wegen voorkomen.

### Nationale wegen
De nationale wegen zijn onder te verdelen in primaire nationale wegen en secundaire nationale wegen. De primaire nationale wegen zijn de een- of tweecijferige wegen, waarvan het nummer eindigt op een 0 of een 5. Ze vormen een schaakbordpatroon van oost-west- en noord-zuidwegen. De even nummers lopen oost-west en worden transversal genoemd. De oneven nummers lopen noord-zuid en worden troncal genoemd.
De secundaire nationale wegen zijn de overige tweecijferige wegen en de driecijferige wegen. Ze worden aangeduid als vía colectora (verzamelweg).

## Wegschildjes
De nationale wegen hebben een wegschild dat lijkt op het Interstate highwayschild. Als prefix wordt de letter E, van Estatal ('staat') gebruikt. De primaire nationale wegen hebben een blauwe achtergrond, de secundaire een groene.
Provinciale en kantonnale wegen hebben een eigen ontwerp, wat per provincie of kanton kan verschillen. De naam van de wegbeheerder staat wel altijd op het schildje.
Sommige wegen hebben naast een wegschildje ook nog een logo dat een dier uitbeeldt.

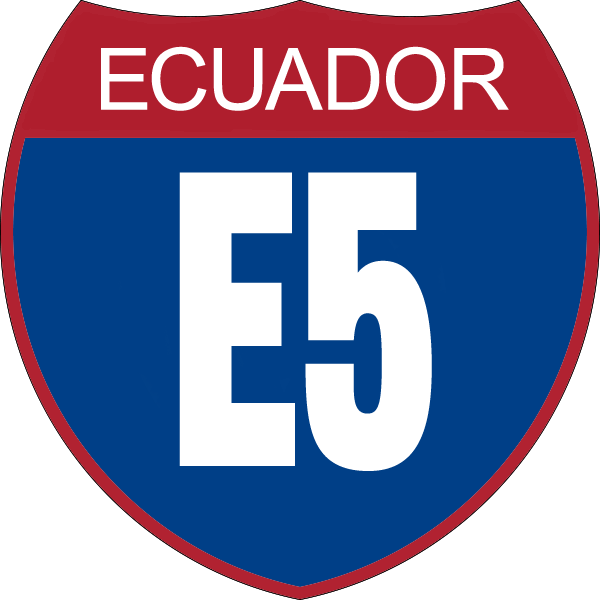
Een hoofdweg
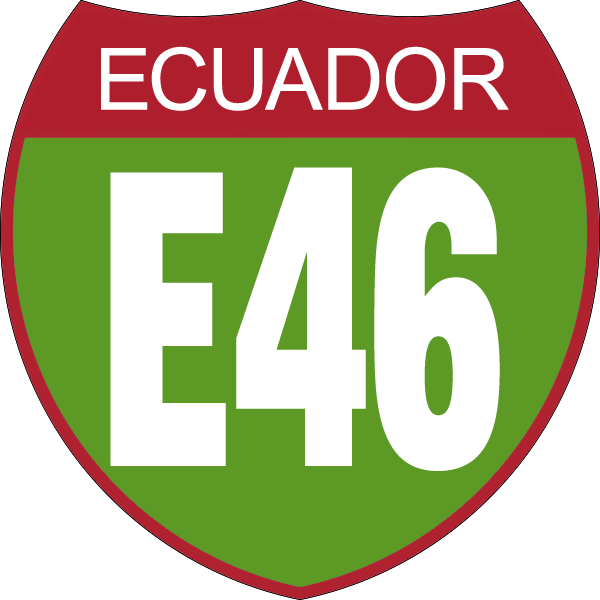
Een secundaire weg
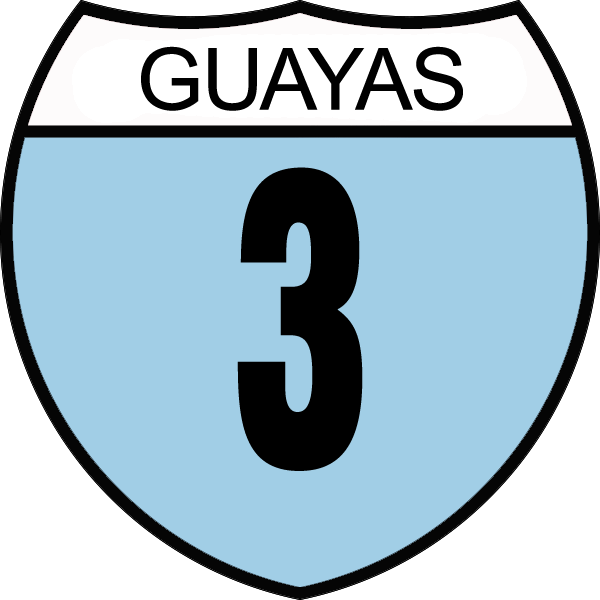
Een provinciale weg in Guayas

Argentinië · Bolivia · Brazilië · Chili · Colombia · Ecuador · Guyana · Paraguay · Peru · Suriname · Uruguay · Venezuela